# Achensee

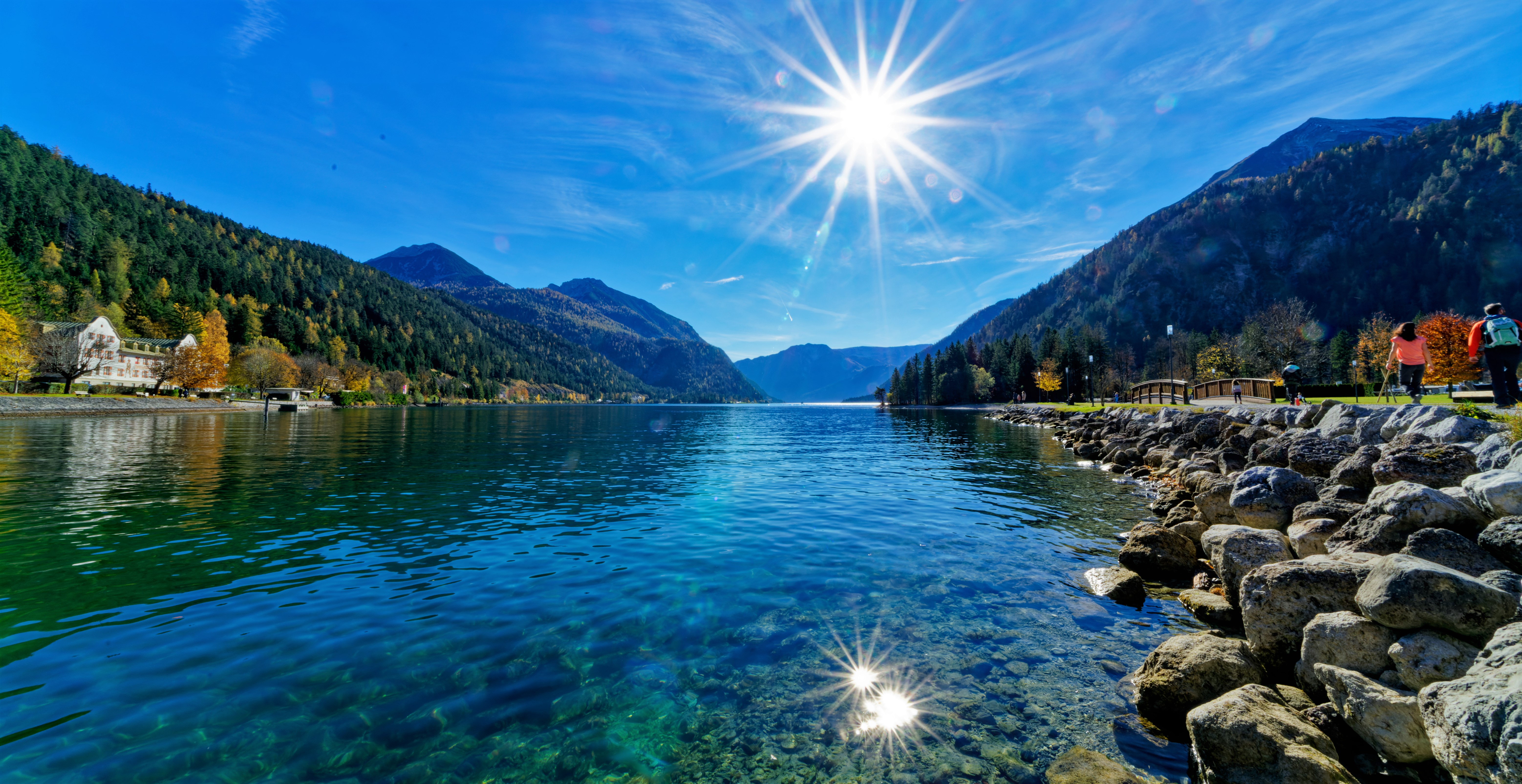
Ein strahlender Herbsttag am Achensee

Der Achensee liegt nördlich von Jenbach in Tirol, 380 m über dem Inntal. Er bildet mit dem Achental die Grenze zwischen Karwendelgebirge im Westen und Brandenberger Alpen im Osten.
Der bis zu 133 m tiefe Achensee ist der größte See Tirols. Er hat hervorragende Wasserqualität (annähernd Trinkwasserniveau) bei bis zu zehn Meter Sichtweite unter Wasser. Seine Wassertemperatur ist einem Gebirgssee entsprechend niedrig und überschreitet kaum jemals 20 °C. Gelegentlich wird der Achensee auf Grund seiner Größe und der etwa für Segler und Surfer optimalen Windverhältnisse als Tiroler Meer bezeichnet.
Uferorte sind im Süden die zur Gemeinde Eben am Achensee zählenden Ferienorte Pertisau, das Haus Seespitz (ehemaliges Hotel), Maurach und Buchau sowie im Norden die Gemeinde Achenkirch mit den Ortsteilen Scholastika (Hotel) und Achenseehof (Strandbad).

## Geographie

### Zuflüsse
- Wankratzbach
- Dalfazerbach
- Pletzach(bach)
- Buchauer Bach
- Breitlahngraben
- Oberaubach
- Forcheggraben
- Steiniger Graben
- Hechenberger Bach
- Brenntengraben
- Haselbach
- Schwarzenaugraben
- Labschlaggraben
- Einfanggraben
- Klaustalgraben
- Scholastikagraben

### Verkehr

#### Straße

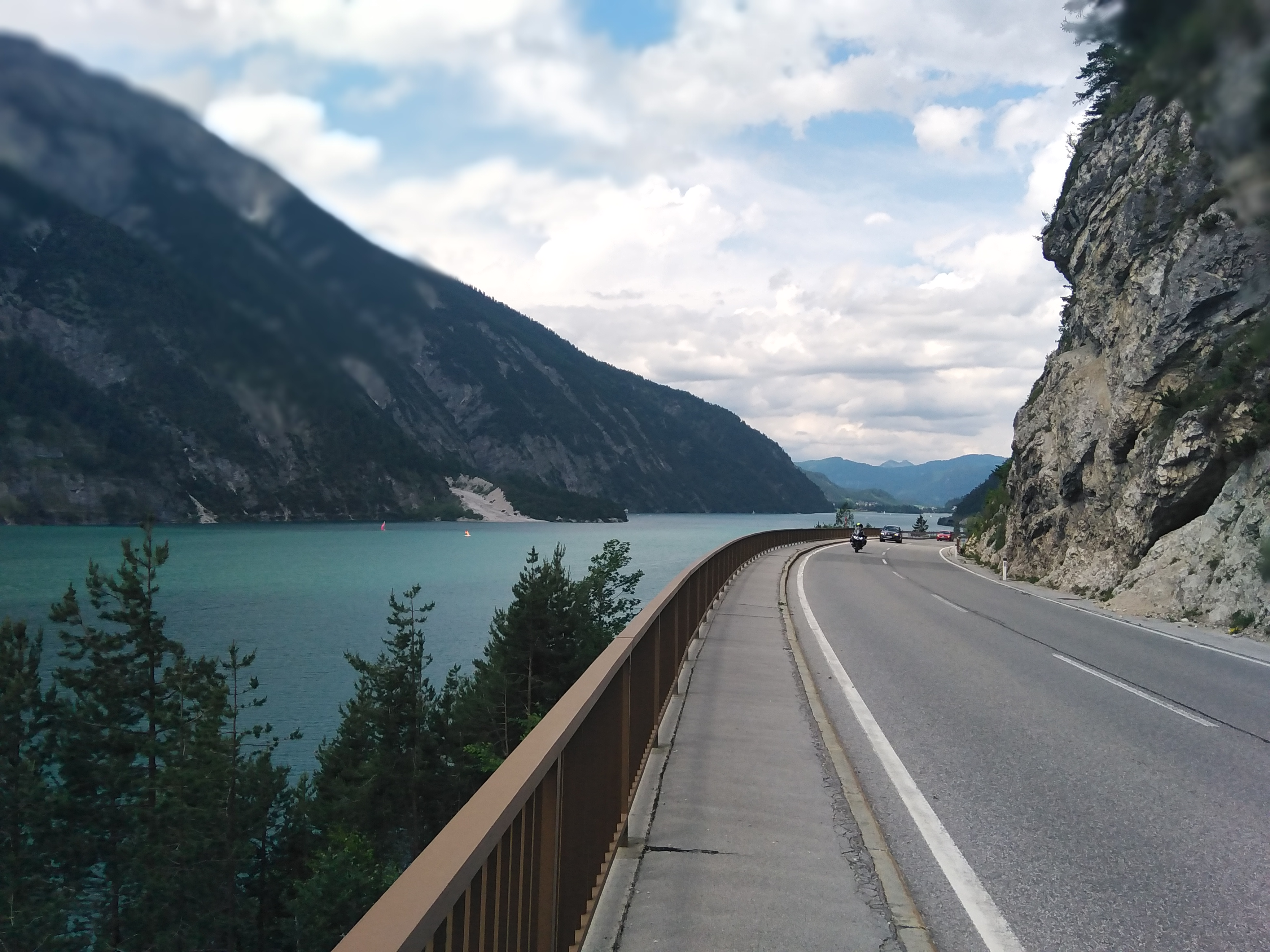
Achenseestraße am Ostufer (2019)

Am Ostufer verläuft zwischen Achenkirch und Maurach die im Wesentlichen 1955 fertiggestellte Achenseestraße, nach und nach modernisiert durch Erweiterungen und zahlreiche Tunnel mit Durchblicken zum Wasser und zu den steil am Westufer abfallenden Gipfeln des Karwendelgebirges (Seekarspitze und Seebergspitze).
Das Südufer ist durch eine Nebenstraße zwischen Eben, Seespitz und Pertisau erschlossen.

#### Schiene
Die Achenseebahn verbindet als 6,8 Kilometer lange, meterspurige Zahnradbahn den Bahnhof Seespitz in Maurach mit Jenbach an der Unterinntalbahn.

#### Schifffahrt

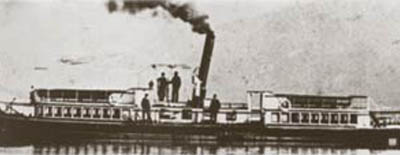
St. Josef (1887)

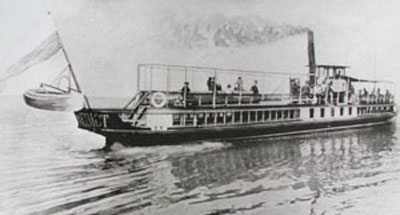
St. Benedikt, um 1900

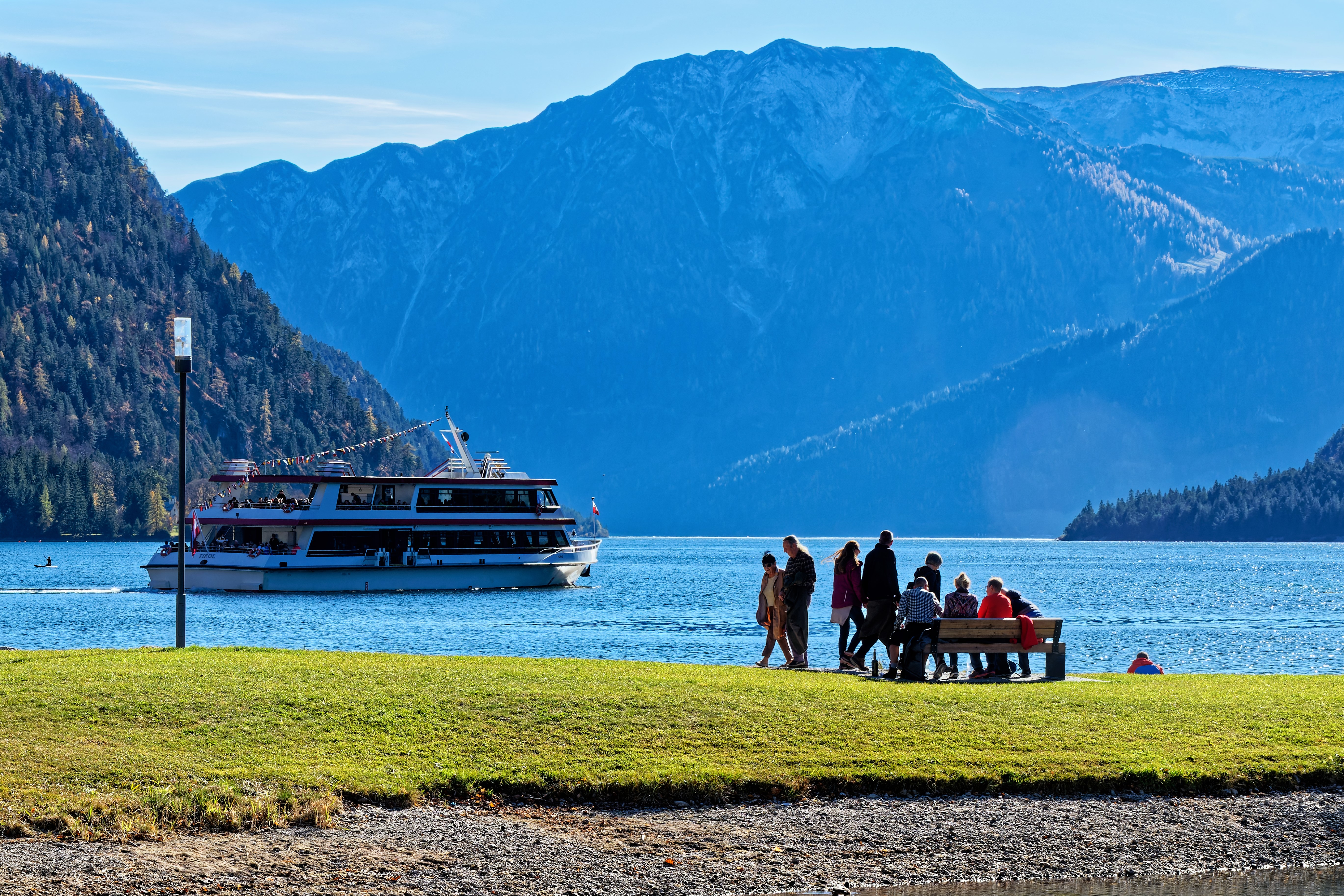
Fahrgastschiff Tirol 2021

1887 wurde das erste Dampfschiff St. Josef (ursprünglich St. Joseph) angeschafft und mit dem Bau der Achenseebahn begonnen.
Bereits am 21. Juli 1889 wurde ein zweites Dampfschiff, die St. Benedikt, in Dienst gestellt, und 1890 beförderten die beiden Schiffe mit einer Kapazität von 320 Sitzplätzen insgesamt rund 30.000 Personen.
Danach entwickelte sich die Achenseeschifffahrt stetig weiter; das neueste Schiff der Flotte wurde 2016 in Dienst gestellt und trägt den Namen Achensee.

#### Fußwege
Nur zu Fuß begehbar ist das Westufer entlang der steilen Kalksteinwände des hier endenden Karwendelgebirges zwischen Pertisau und Achenkirch (Ortsteil Scholastika). Der Wanderweg ist asphaltiert bis zum Aussichtspunkt Prälatenbuche, nördlich davon ein schmaler Steig (Mariensteig), teilweise mit Treppenstufen bis zur Gaisalm (bewirtschaftete Hütte mit eigener Schiffsanlegestelle). Der Weg überquert mehrere Kare und den aus der Gaisalmklamm fließenden Bach. Der nördlich bis Scholastika hoch über dem See teilweise mit Drahtseilen gesicherte Gaisalmsteig erfordert Trittsicherheit und Schwindelfreiheit. Zahlreiche Aussichten ergeben sich nach Osten auf das auslaufende Rofangebirge.
Seit 2000 wird auf dem 23,2 km langen Rundweg um den See der Achenseelauf ausgetragen.

### Infrastruktur

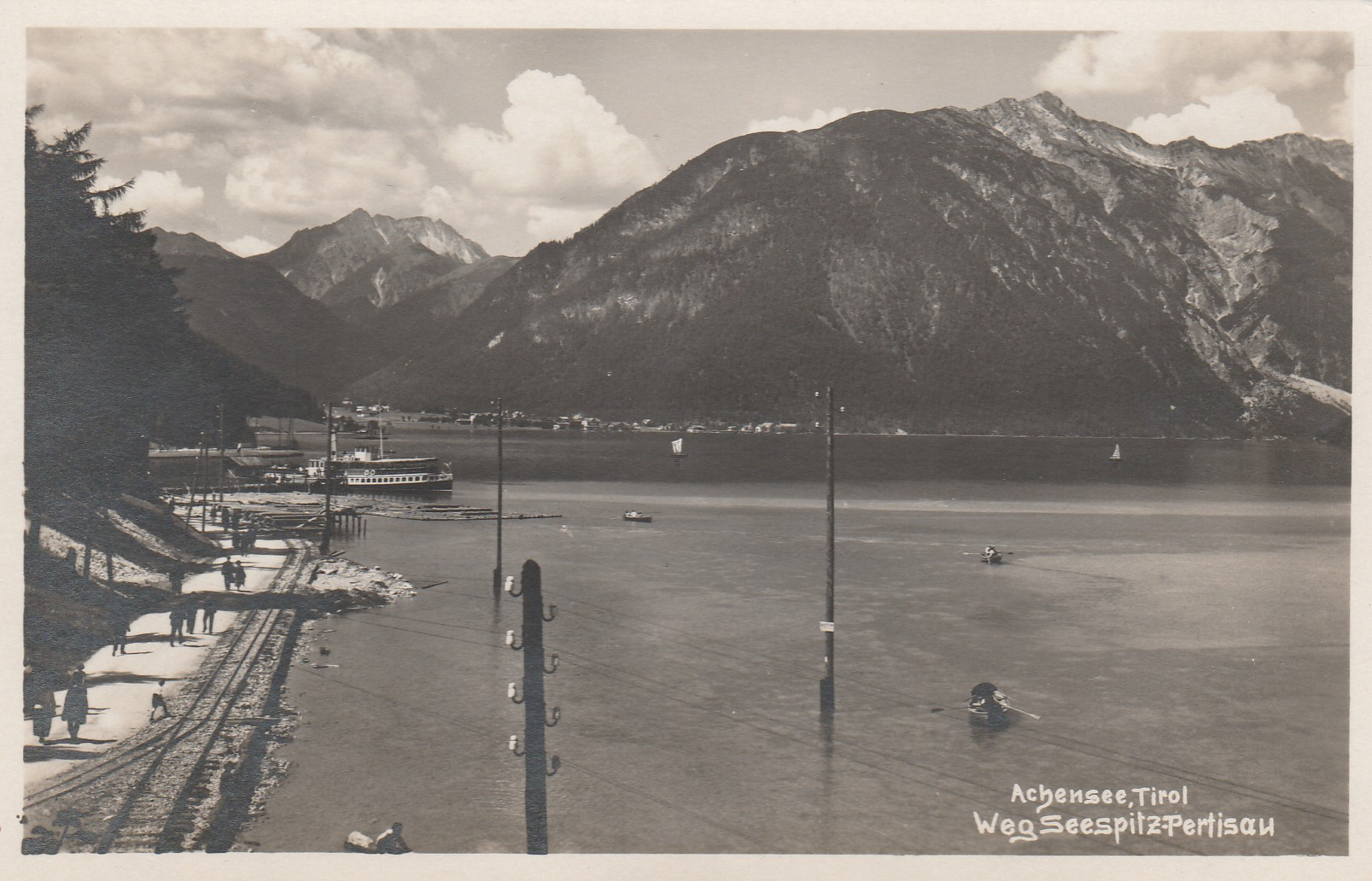
Der Achensee um 1910; Mit Strom- und Telegrafenleitungen im See und einem Dampfschiff im Hintergrund

Auf dem Seeboden liegen mehrere Leitungen für Trinkwasser, Abwasser und Elektrizität.
- Am Beginn des 20. Jahrhunderts wurde erstmals ein Stromkabel über den See gespannt (Bild rechts, Hintergrund). Es führte vom Kraftwerk des Stiftes Ficht beim Prälatenhaus zum Hotel Fürstenhaus in Pertisau und versorgte das dem Stift gehörende Hotel mit Strom. Zudem gab es eine Telegrafenleitung (Bild rechts, Vordergrund), welche über den See nach Pertisau führte. Die Leitung wurde im Wasser verlegt, da die Post es nicht erlaubt hatte, dass eine Stromleitung neben der schon bestehenden Telefonleitung an der Pertisauer Straße geführt wird. Daher war man in den See ausgewichen.[5] Das Kabel wurde 2019 nach einem Defekt außer Betrieb genommen und soll erst mit dem Abbau einer mit ihm verbundenen Trafostation aus dem See gehoben werden.
- 1999 wurde eine Mittelspannungsleitung für 30 kV mit 3 Einzelleitern von je 150 qmm Aluminium zwischen Seehof und Gaisalm entlang des Ufers verlegt.
- Im Oktober 2013 wurde – keine anderen Stromleitungen kreuzend – eine weitere 30-kV-Leitung von der Tinetz, Tochter der TIWAG, zur Verbesserung der Versorgung des Achentals erstmals längs durch den See verlegt, die knapp 7 km lang ist und in einer Tiefe von bis zu 133 m liegt. Die von Nexans gelieferten 3 Kabel weisen je 300 qmm Alu Leiterquerschnitt auf. Die Isolation besteht aus PVC und weist eine koaxial rundum liegenden 16 qmm starken Schirm aus Kupfer auf, der an beiden Enden geerdet wird. Eine innenliegende Papierschicht quillt bei Wassereintritt abdichtend auf, um bei Verletzung des Kabels die Ausbreitung des Schadens in der Länge zu begrenzen. Außen schützt eine verzinkte Stahlarmierung. Die drei Kabel wurden mit Kabelbindern gebündelt und stellenweise mit Eisenscheiben beschwert, damit sie schneller auf den Grund sanken. An Land liegen in Ufernähe Muffen zu nicht stahlarmierten und deshalb flexiblern Kabeln ohne Stahlarmierung, welche die hier notwendigen kleineren Krümmungsradien erlauben.[6][7]
- Parallel wurde 2013 vom selben Ponton aus zugleich ein Lichtwellenleiter-Kabel für Datenübertragung verlegt.

## Hydrologie
Das natürliche Einzugsgebiet des Achensees beträgt 105,3 km². Um die verfügbare Wassermenge für den Kraftwerksbetrieb zu erhöhen, wird Wasser aus mehreren Bächen, darunter der Dürrach und dem Ampelsbach, dem Achensee zugeleitet, wodurch sich das Einzugsgebiet um 122,7 km² vergrößert.
Der überwiegende Teil des natürlichen Einzugsgebietes besteht aus Wäldern und naturnahen Flächen (87,8 %) und Wasserflächen (6,9 %), lediglich 2,8 % werden von landwirtschaftlichen, 2,5 % von bebauten Flächen eingenommen.
Die höchsten Punkte im Einzugsgebiet sind die Lamsenspitze mit 2508 m ü. A. und das Sonnjoch mit 2457 m ü. A.
Das Südende des Sees ist zwar nur 5 km nordnordwestlich vom Inn entfernt, doch entwässert er natürlich an seinem Nordende über die Seeache, die weiter abwärts nach der Landesgrenze Walchen genannt wird, nordwärts zur Isar in Bayern. Seit dessen Bau wird jedoch ein Großteil des Seeabflusses südwärts über das Achensee-Kraftwerk im Inntal zum Inn geführt.

## Limnologie

### Zirkulation
Der Achensee ist ein holomiktischer bis dimiktischer See und zählt zum Typus der tief geschichteten Alpenseen. Die mittlere Jahrestemperatur liegt zwischen 8,3 °C und 10 °C.

### Trophie
In der Vergangenheit führte ein hoher Nährstoffgehalt zum verstärkten Wachstum der Burgunderblutalge, die zeitweise an der Wasseroberfläche Algenmatten bildete. Die in den 1990er Jahren durchgeführte Abwassersanierung im Einzugsgebiet führte zu einer deutlichen Verbesserung der Wasserqualität des Sees, der seither als stabil oligotroph eingestuft wird. Die Sichttiefe betrug im Jahresmittel 2010 6,3 m.
Regelmäßige Eintrübungen sind auf mineralische Schwebstoffzufuhr nach starken Niederschlägen zurückzuführen. Trotz der hohen Wasserqualität wird der ökologische Gesamtzustand aufgrund der Seespiegelschwankungen durch den Kraftwerksbetrieb nur als mäßig beurteilt.

## Flora und Vegetation
Das Westufer nördlich von Pertisau gehört zum Ruhegebiet Achental-West, einem Bestandteil des Alpenparks Karwendel. Hier findet man einige bemerkenswerte Lebensgemeinschaften: Die Schuttkegel am Ufer beherbergen wärmeliebende Pflanzengesellschaften mit Latschen und Erica, entlang der Uferpromenade bei Pertisau findet sich eine kleine Population der Feuerlilie.

## Fauna
Der Achensee weist einen großen Reichtum an Fischarten auf. Dazu gehören Aalrutte, Bach-, Regenbogen- und Seeforelle, Brachse, Elritze, Flussbarsch, Gründling, Hecht, Koppe, Renken, Rotauge, Schleie, Schmerle und Seesaibling. Eine Besonderheit sind Seeforellen, die nicht in den Zuflüssen, sondern im See selbst in einer Tiefe von 10 bis 15 m ablaichen.
Der Achensee, insbesondere der flachere Südteil, spielt eine wichtige Rolle als Rast- und Überwinterungsstätte für Wasservögel, darunter Zwergtaucher, Tafelente, Reiherente, Stockente und Blessralle.

## Wirtschaft

### Energiewirtschaft

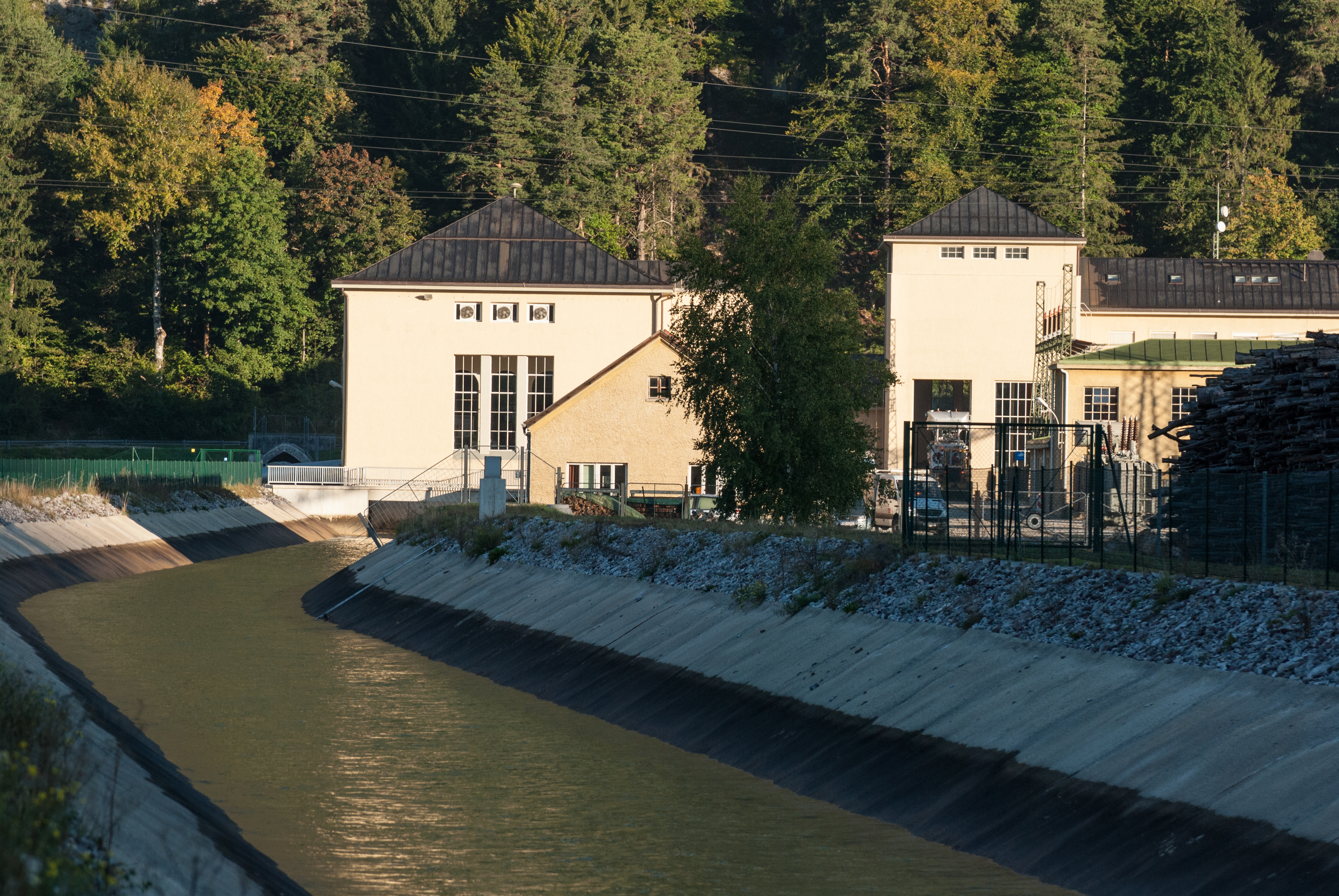
Das Achenseekraftwerk in Jenbach

Der ursprünglich nur nach Norden über Seeache und Isar entwässerte See wird seit dem Bau des Wasserkraftwerks in Jenbach (zwischen 1924 und 1927) im Jahr 1927 primär via Kraftwerksbetrieb über den Inn abgeleitet, zu dem er 380 m Höhendifferenz hat. Der See speichert kraftwerksverfügbar 66 Mio. m³ innerhalb 11,5 m Spiegeldifferenz bei 454 Mio. m³ Gesamtvolumen am Stauziel. Da der Wasserspiegel des Sees im Winter seit 2005 um lediglich bis zu 6 m abgesenkt wird, schwankt die Ausdehnung des Gewässers nicht mehr so stark wie früher, als noch eine maximale Absenkung des Sees um 11,5 m zulässig war. Um die nutzbare Wassermenge zu erhöhen, werden über einen Stollen im Schnitt 2,8 m³/s Wasser aus dem österreichischen Teil des Dürrachtals und dessen Kesselbach-Seitental, das vorher natürlich zur Isar in den Sylvensteinstausee abfloss, dem Achensee zugeleitet (Vertrag mit Bayern vom 29. Juni 1948).
Das Kraftwerk wurde 1927 in Betrieb genommen und nutzt eine Fallhöhe von 375 m. Acht Freistrahlturbinen (Pelton-Turbinen) hatten bei einer Drehzahl von 500 min−1 eine Gesamtleistung von 96 MW. Zur Zeit seiner Inbetriebnahme war es das größte Speicherkraftwerk Österreichs.
1928 und 1929 wurde ein 7,3 km langes Betongerinne gebaut, das das Wasser des Ampelsbaches (ein Nebenflüsschen der Seeache) und der Achenkirchner Quellen mittels Pumpwerk in den Achensee leitet.
In den Jahren 2000 bis 2005 wurde das Kraftwerk saniert und dabei umgebaut. Es hat nun 5 Pelton-Turbinen mit insgesamt 25 MW Regelleistung und mit 79 MW Engpassleistung. Die Ausbauwassermenge beträgt 28 m³/s, die Rohfallhöhe 390 m, die Regeljahreserzeugung 219,5 GWh elektrische Energie. Im Winterhalbjahr wird – unter Absenkung des Wasserspiegels – hier mehr Strom als im Sommer produziert.

### Tourismus
Um dem Stift Fiecht Einnahmen zu verschaffen, wurde unter den Äbten Pirmin Pockstaller und Albert Wildauer der Fremdenverkehr am Achensee gefördert, der mit dem Ausbau der Unterinntalbahn (1859) und der kommerziellen Achenseeschifffahrt großen Aufschwung erlebte.
Da der Achensee in einem Naturschutzgebiet liegt, sind keine kraftstoffgetriebenen Motorboote erlaubt. Hingegen erlebt seit Anfang der 1970er der Segelsport am Achensee regen Zuspruch. So wurden zahlreiche Segelvereine gegründet. Da über dem Achensee recht beständig Wind weht, war er oft Austragungsort für Staats-, Europa- und Weltmeisterschaften im Segeln.

## Geschichte

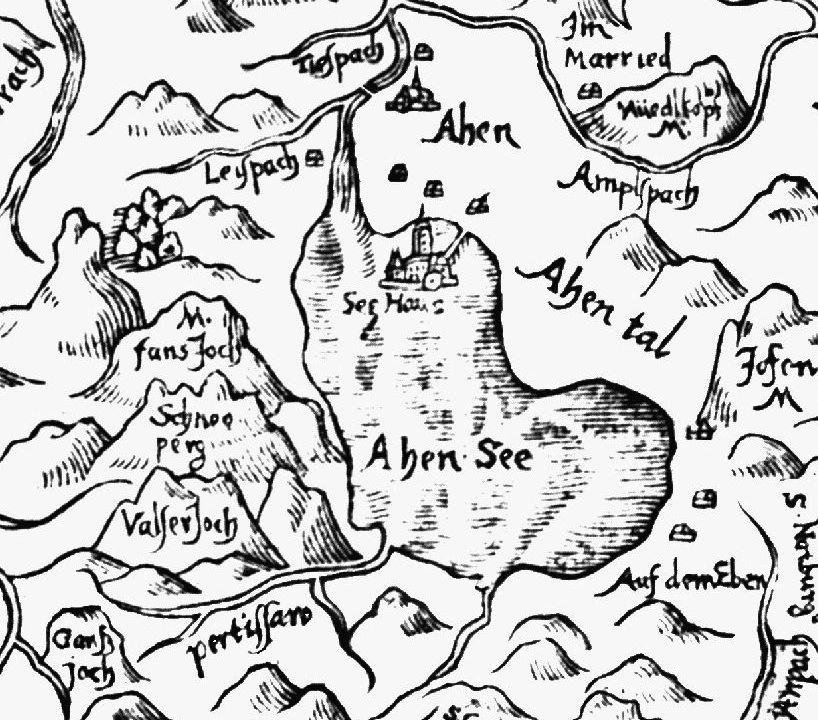
Der Achensee in der Tirol-Karte des Warmund Ygl (1604/05)

Um das Jahr 1140 übertrugen angeblich – dabei handelt es sich allerdings um eine urkundliche Fälschung des frühen 13. Jahrhunderts – die Herren von Schlitters in hohem Alter ihr gesamtes Erbe, nämlich den Achensee samt dem Achental, „lacus et locus, qui Emmaus appellatur“ („See und Gegend, die Emmaus genannt wird“) dem Kloster St. Georgenberg. Der Name „Emmaus“, der später nie wieder vorkommt, war wohl eine Erfindung der Mönche in Anlehnung an den biblischen Ort.
Herzog Siegmund wollte den fischreichen See zum eigenen Vergnügen und zur Versorgung des Hofes mit Fischen vom Kloster Georgenberg erwerben. Als der Konvent Einspruch erhob, lenkte Siegmund ein. In einer Urkunde von 1469 erkannte er den See zu Achen als Eigentum des Klosters an und nahm ihn zu Lehen. Er konnte ihn damit nach Gutdünken nutzen, allerdings durfte das Kloster weiterhin für den Eigenbedarf fischen. 1466 ließ der Herzog das Fürstenhaus in Pertisau als landesfürstliche Herberge errichten. Auch für seinen Nachfolger, Kaiser Maximilian I., zählte der See zu den beliebtesten Aufenthaltsorten, da sich hier seine bevorzugten Zeitvertreibe Jagd und Fischerei verbinden ließen.
Der Vertrag von 1469 wurde von späteren Landesfürsten bestätigt und erneuert, dennoch galt der See mehr und mehr als Eigentum des Landesfürsten und wurde 1775 mit anderen landesfürstlichen Fischgewässern zur Versteigerung ausgeschrieben. Das Stift Fiecht erhob dagegen Einspruch, ersteigerte aber schließlich das Lehens- und Nutzungsrecht um 3000 Gulden. 1919 verkaufte das Stift den See unter Druck der Stadt Innsbruck. Er wird seit 1924 von der zu diesem Zweck gegründeten Tiroler Wasserkraft AG (TIWAG) bewirtschaftet.
Durch den Aufenthalt der Landesfürsten und die Nutzung für Jagd und Fischfang gab es auf dem See seit dem 16. Jahrhundert einen lebhaften Schiffsverkehr. Das Achental war eine wichtige Verbindung vom Inntal nach Bayern. Weil die Straße am steilen Seeufer aber in einem schlechten Zustand war, wurde der Achensee auch von Fährschiffen genutzt, die die Fuhrwerke zwischen Süd- und Nordufer transportierten. Die Frachtschifffahrt bestand bis in die Mitte des 19. Jahrhunderts, als die Eisenbahn den Großteil des Verkehrs übernahm. Gegen Ende des 19. Jahrhunderts gewann der touristische Personenverkehr an Bedeutung (siehe unten).

### Besondere Ereignisse
- Am 15. Mai 1921 brach beim Schiffslandungsplatz in Seespitz die morsch gewordene[19] Einsteigbrücke zusammen; acht Menschen starben.[20]
- Seit 2001 findet alljährlich am Silvesternachmittag ein Schwimmwettbewerb (2 × 25 m) mit 3-m-Startsprung und Erklimmung eines aufgeblasenen Eisbergs und Gaudiwertung statt.[21][22]
- Am 30. März 2011 stürzte ein Hubschrauber der Flugpolizei des österreichischen Innenministeriums in den See. Eine Gedenktafel für die 4 dabei getöteten Polizisten, einer davon aus der Schweiz, befindet sich an der Seehofkapelle.[23]

## Galerie

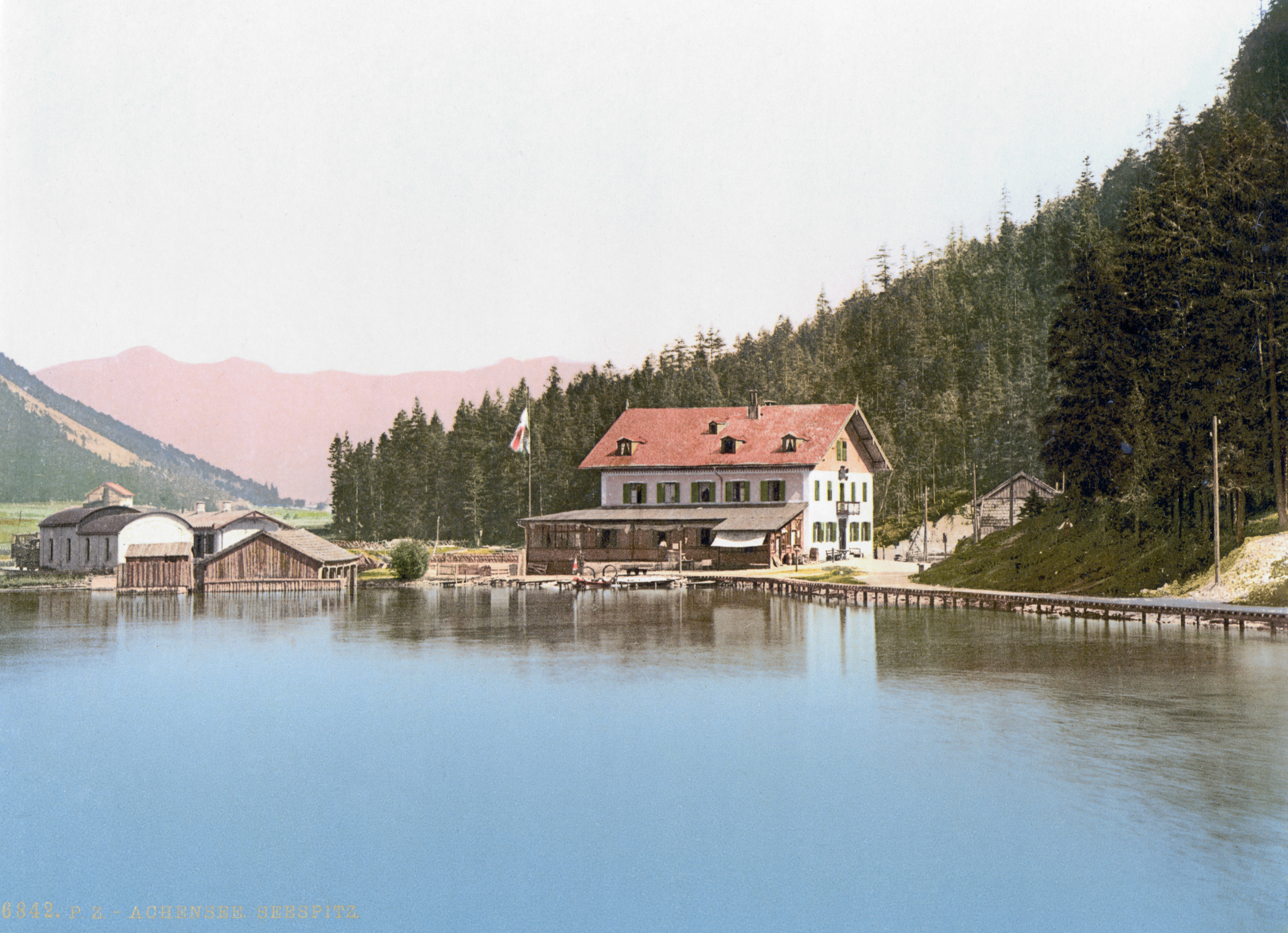
Seespitz um 1900
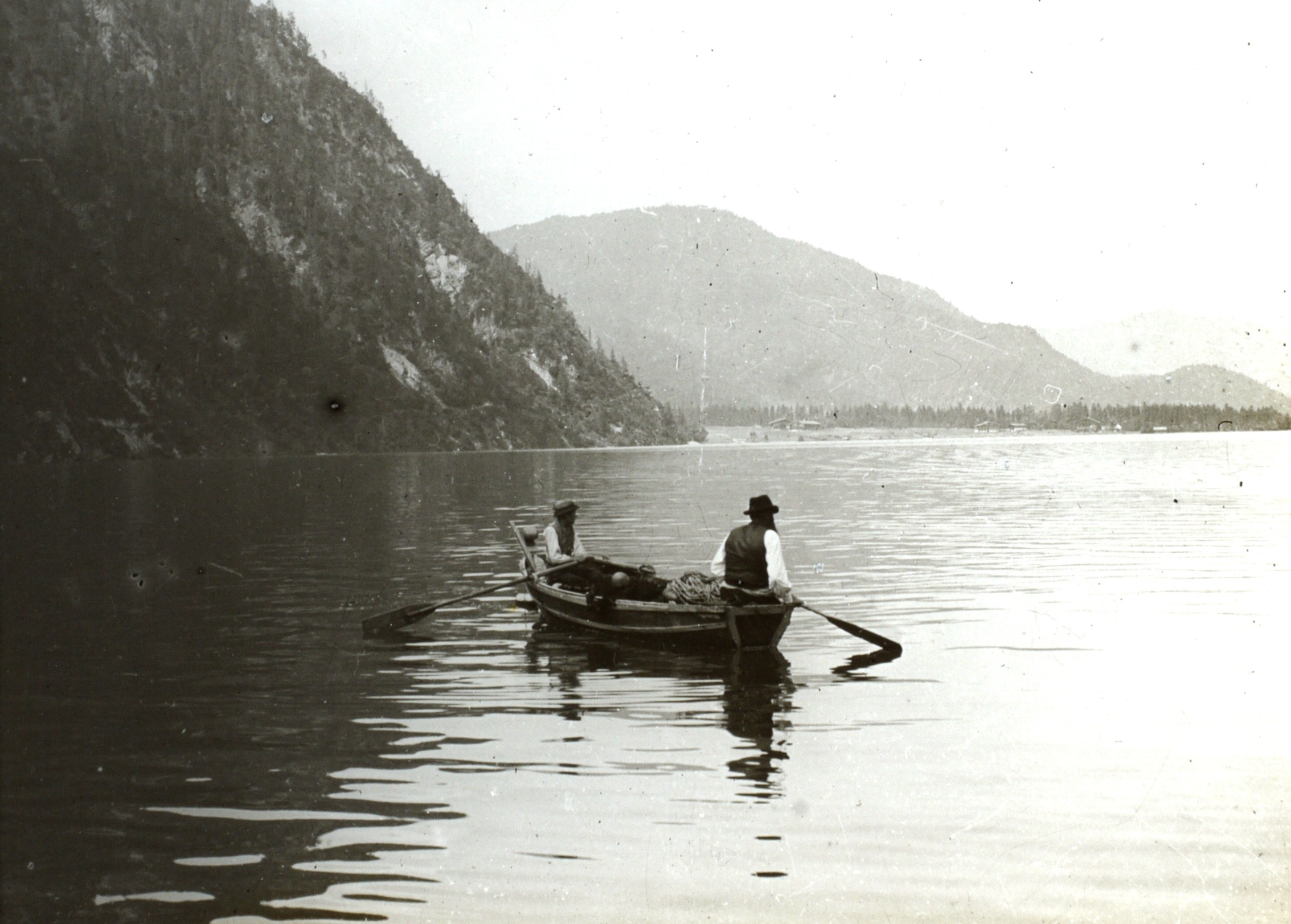
Juli 1903 – 2 Fischer mit Netz im Ruderboot
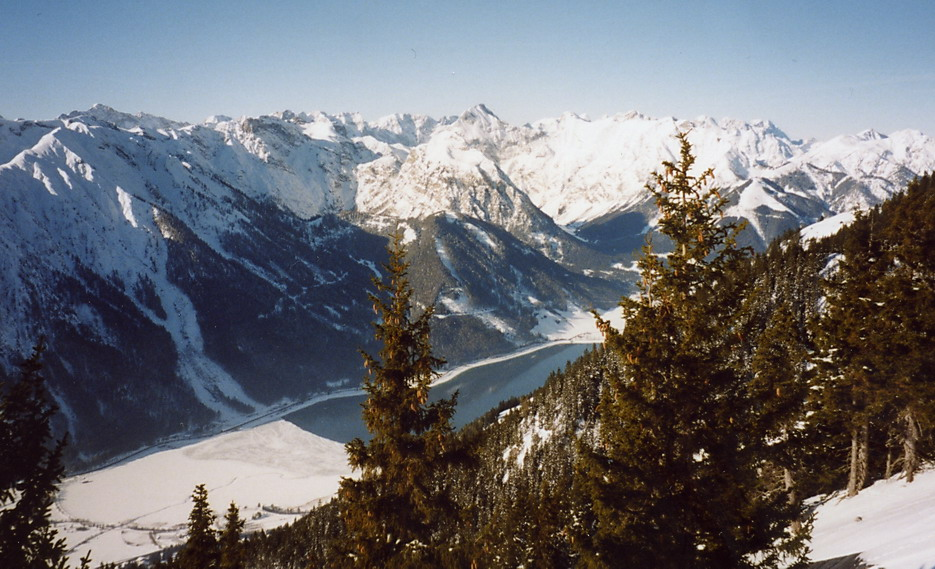
Der Achensee im Winter
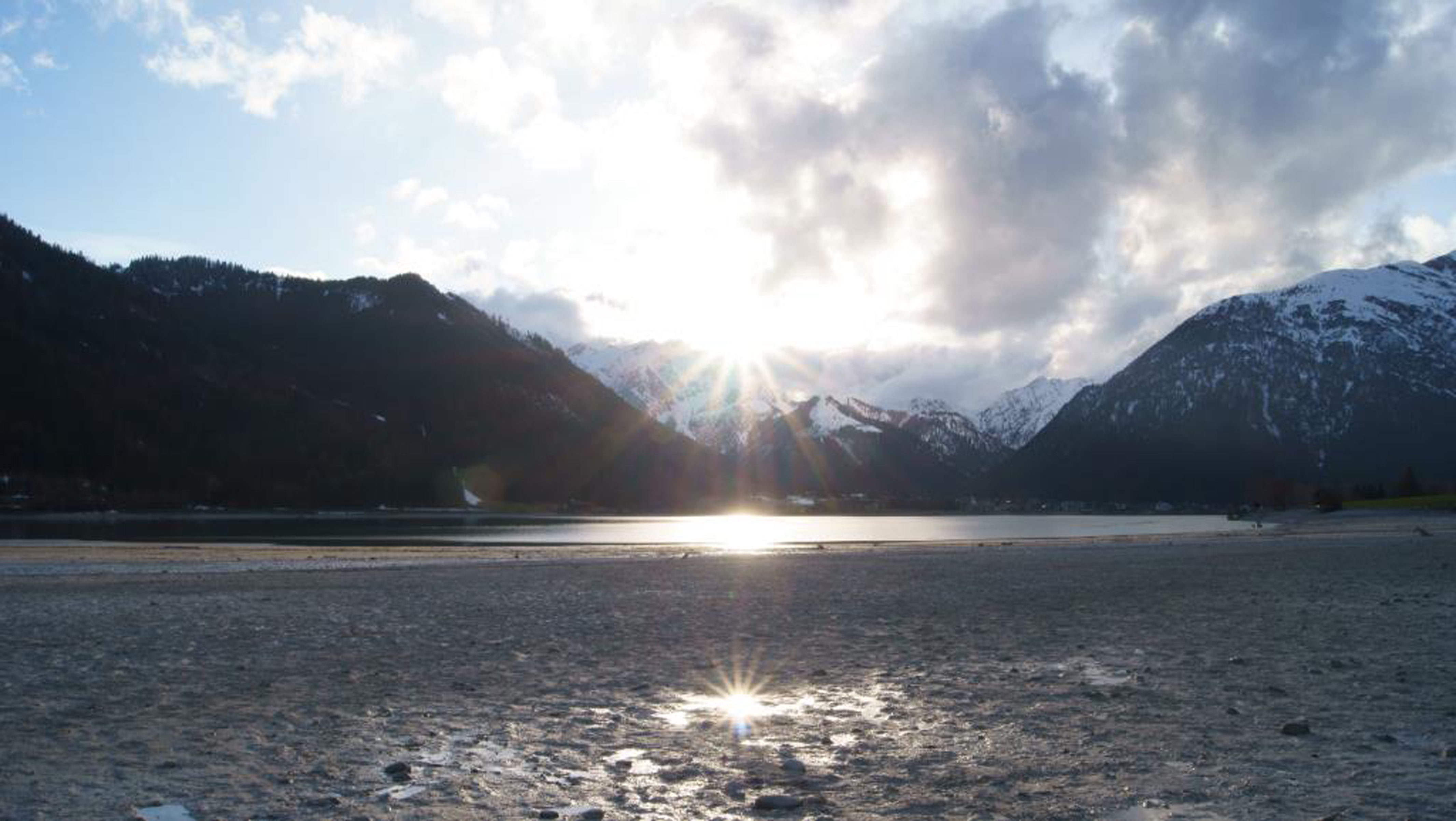
Pittoreske Winterlandschaft am Achensee in Tirol
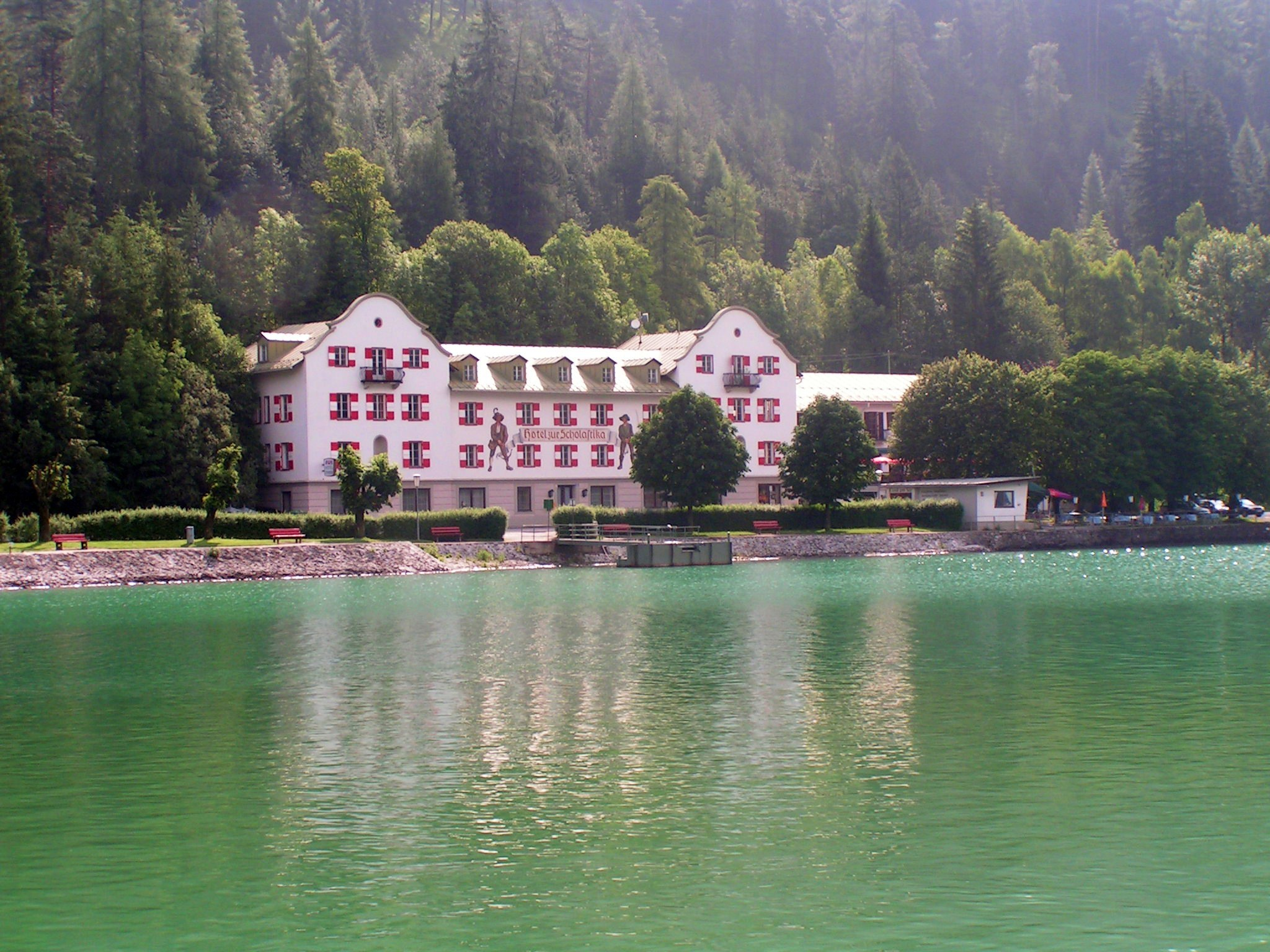
Hotel Scholastika
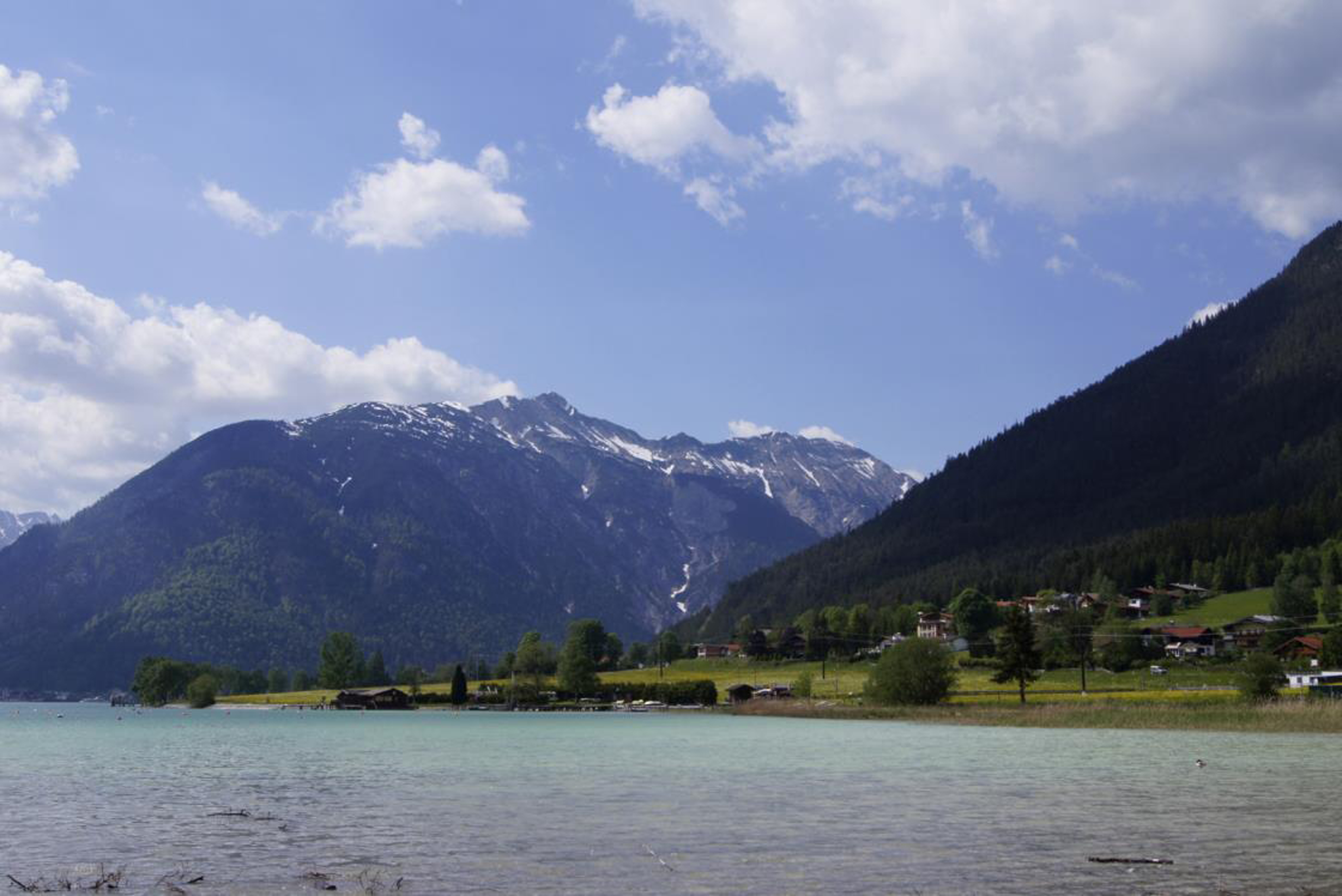
Nordufer des Achensees
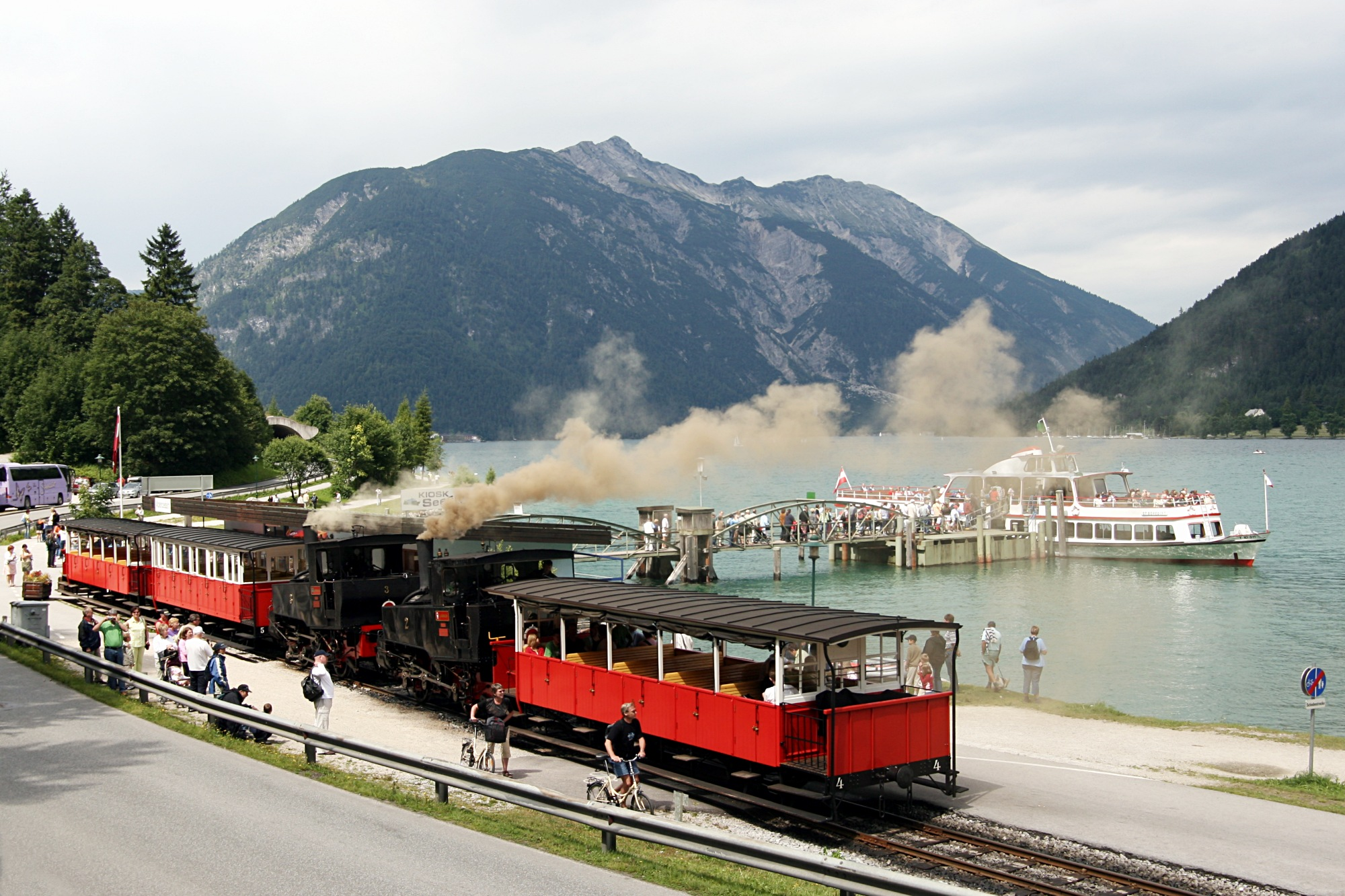
Achenseebahn und Dampfschiff St. Benedikt (II)
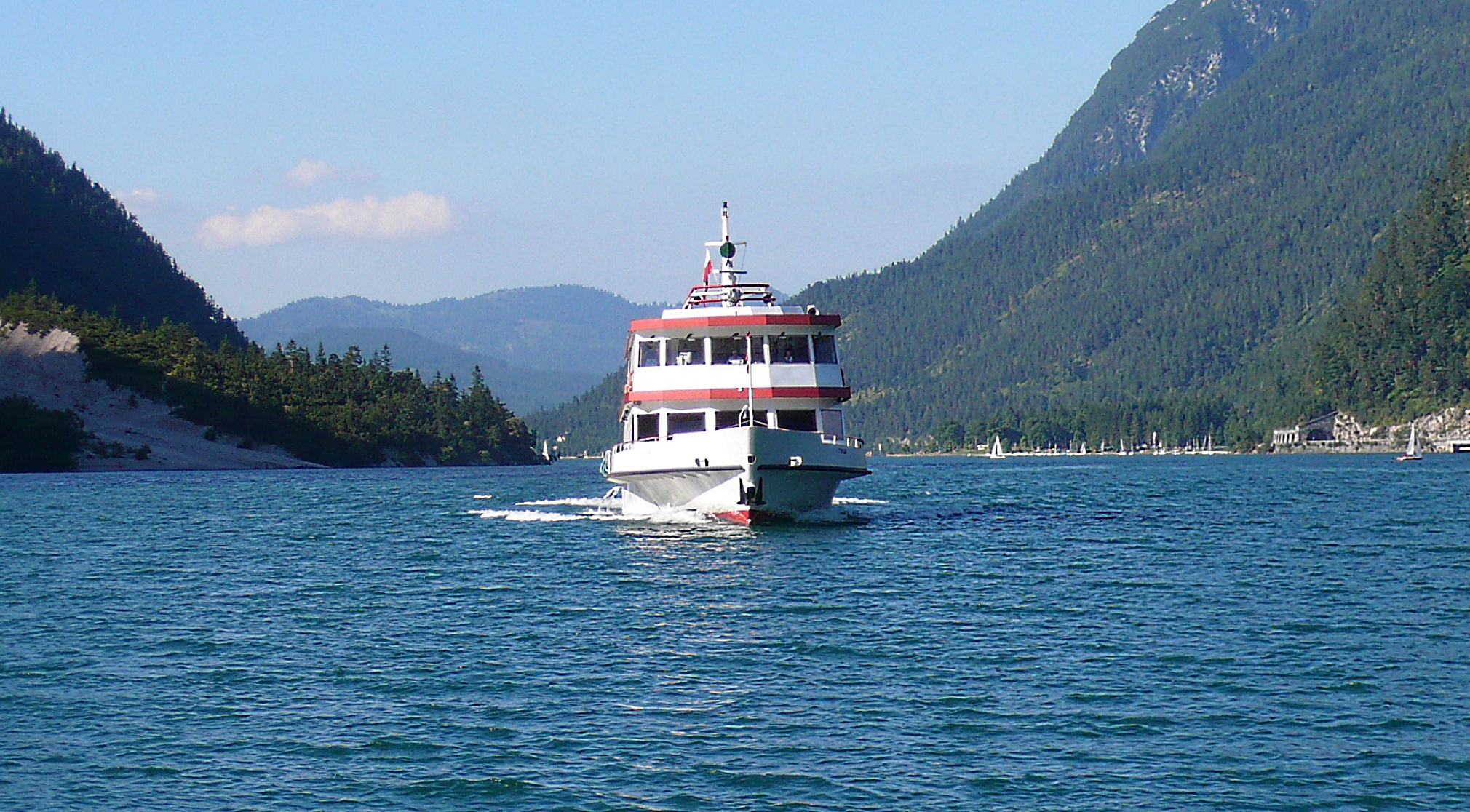
Motorschiff Tirol 2008
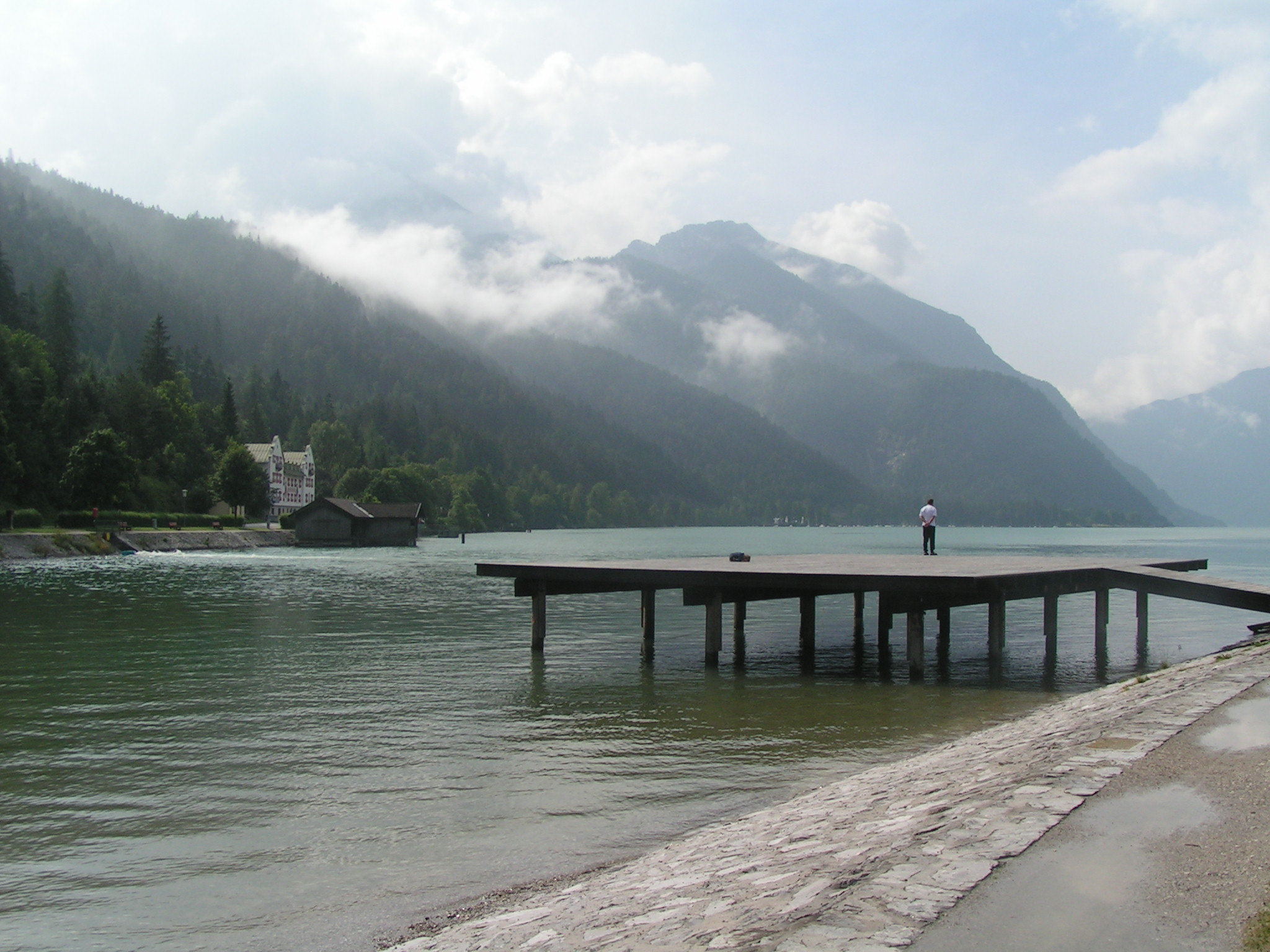
Achensee 2004
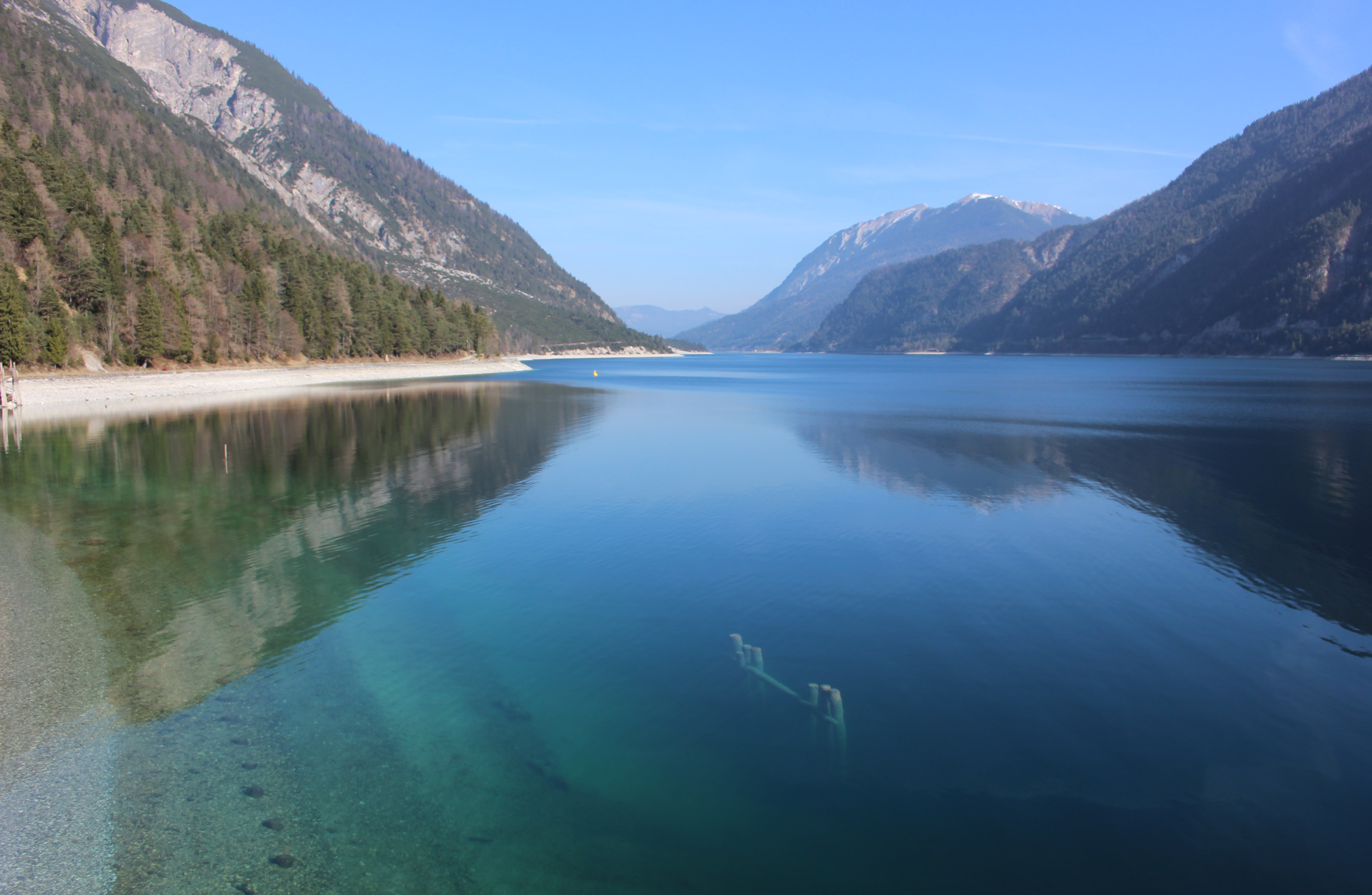
Achensee 2014
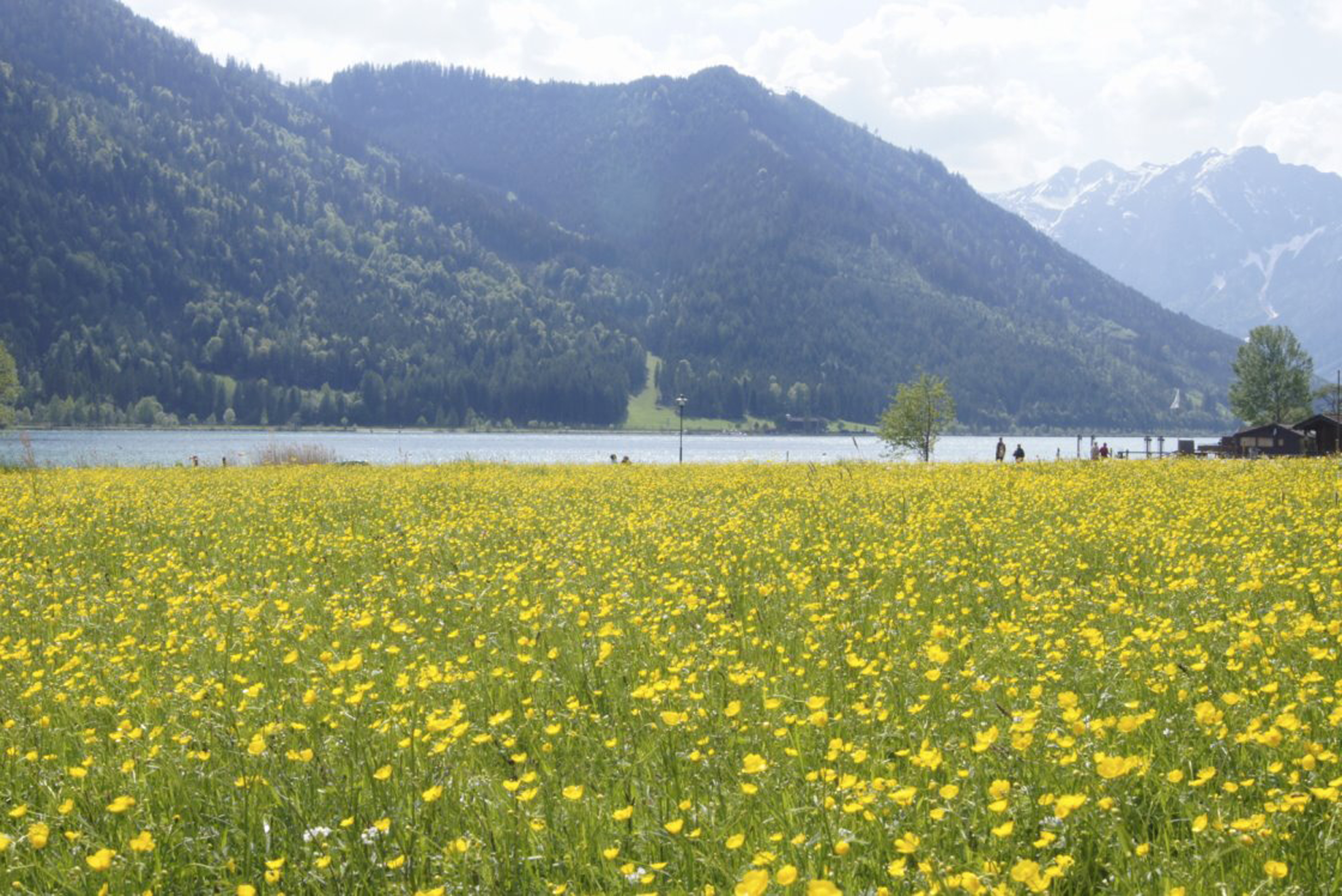
Blumenwiese am Achensee
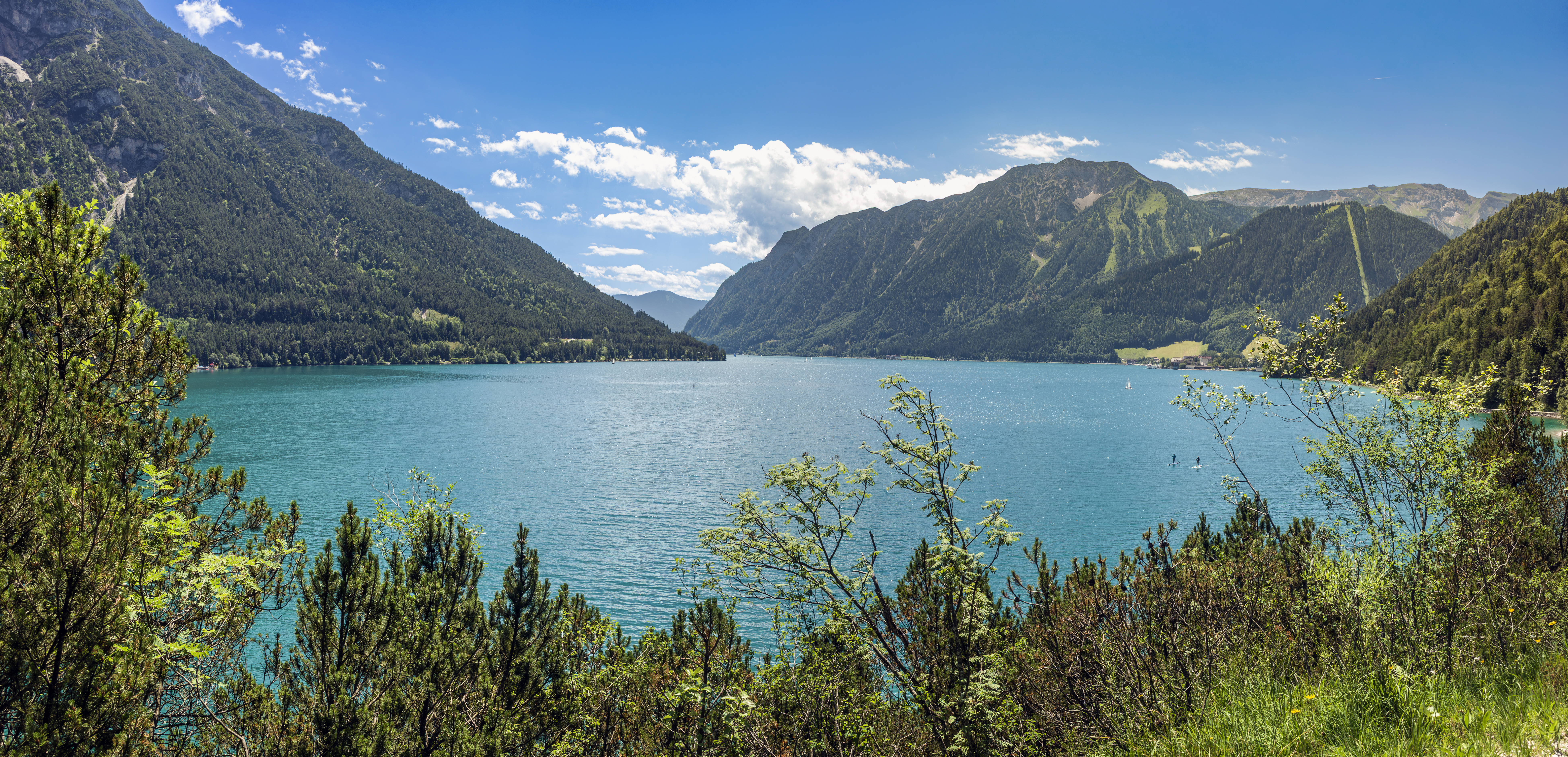
Blick über den Achensee nach Pertisau
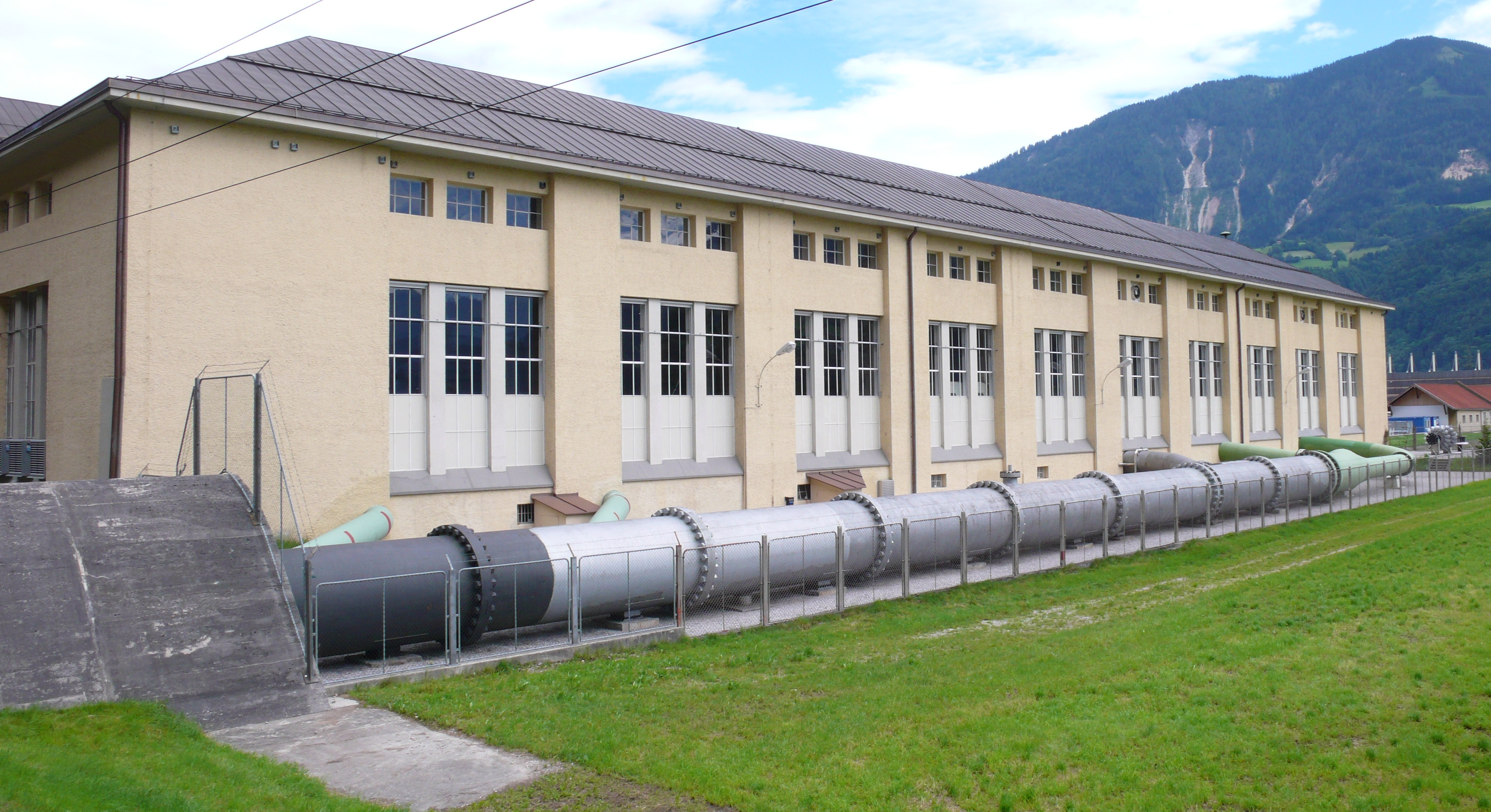
Das Achenseekraftwerk in Jenbach im Inntal
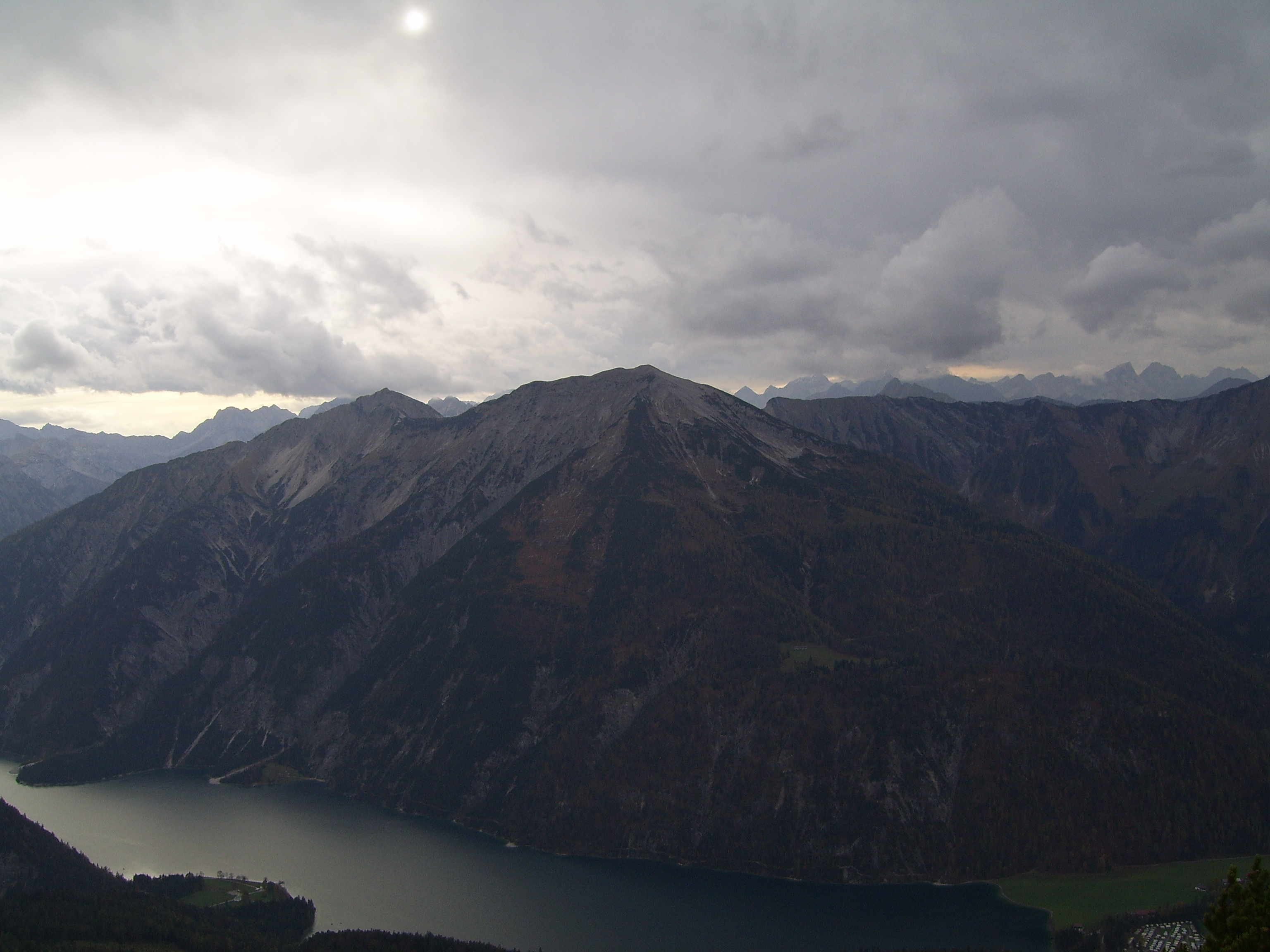
Blick vom Rofan über den Achensee zur Seekar- (l) und Seebergspitze (r)